# Fâsă de pădure
Fâsa de pădure (Anthus trivialis)  este o specie de păsări din familia Motacillidae, ordinul Passeriformes. Este o pasăre care se poate observa vara în Europa Centrală din punct de vedere optic se poate vedea destul de difcil.  Ea trăiește în poieni, luminișuri sau la liziera pădurilor unde vegetația este deasă, la depistarea ei ajută cântecul specific al păsării. Fâsa de pădure este o pasăre migratoare, care iernează în savanele din Africa Centrală și Africa de Vest.

## Caractere morfologice
Este o pasăre cu un corp suplu de o mărime de ca. 15 cm ca o vrabie. Masculii cu aripile deschise ating lățimea de 90 mm, pe când femelele 85 mm. Greutatea păsărilor în timpul împerecherii este între 22 și 24 g. Cu apropierea toamnei pasărea va crește în greutate, depășind 30 de grame. Din punct de vedere a culorii penajului nu se poate observa un dimorfism sexual. Păsările au partea dorsală a corpului și gușa de culoare galbenă până la un brun măsliniu cu dungi de culoare mai închisă. Penajul cozii și spatelui poate avea o culoare verzuie dungată. Ochii pot fi înconjurați de o linie mai întunecată, irisul este de culoare brună închis. Picioarele sunt de culoare roșiatică cu gheare de culoare deschisă. 
Este o pasăre sperioasă care se ascunde imediat, în repaus balansează coada ca și codabatura. Zborul este în bolte, întrerupând în zbor din când în când să bată din aripi.

## Galéria

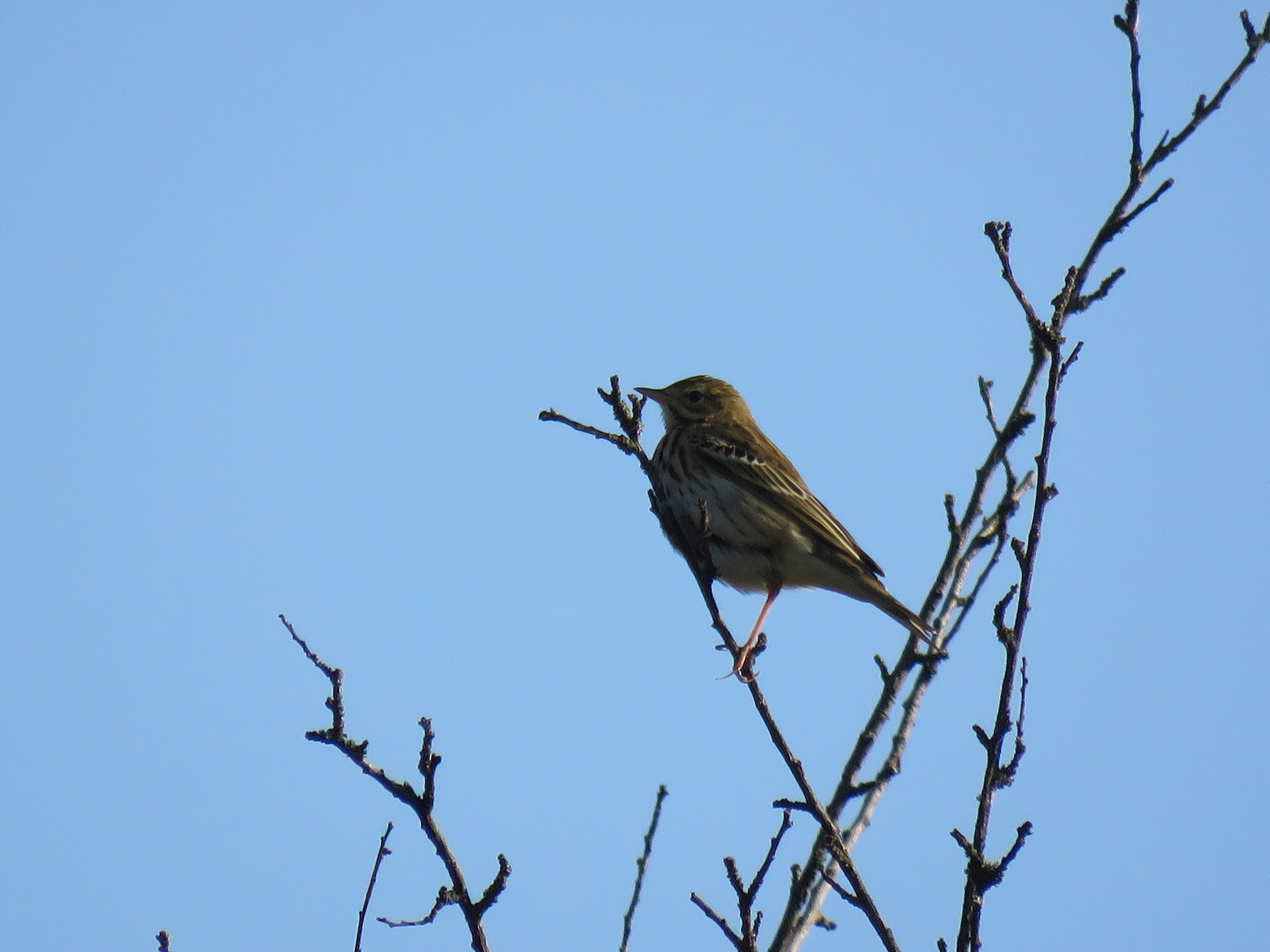
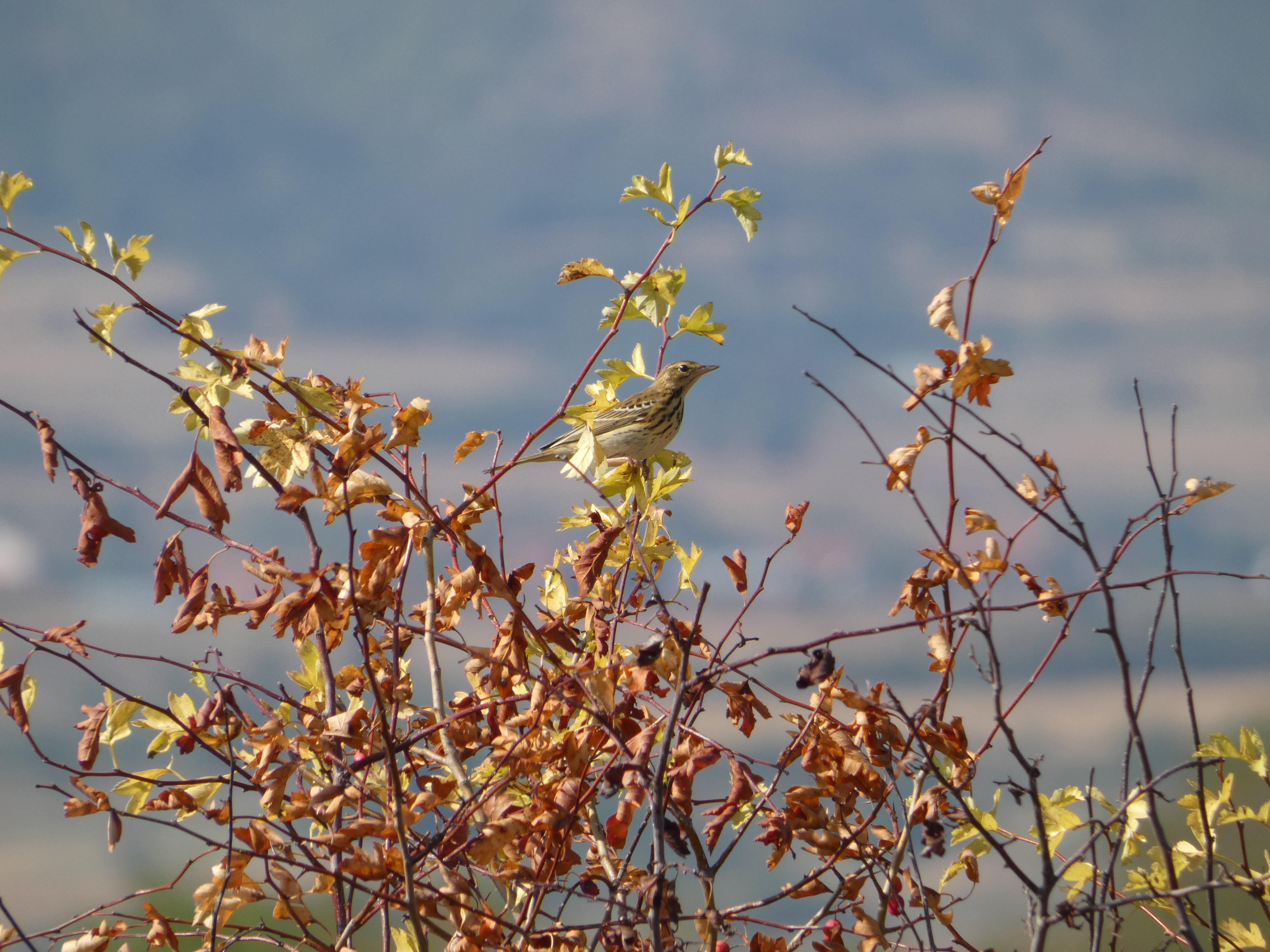
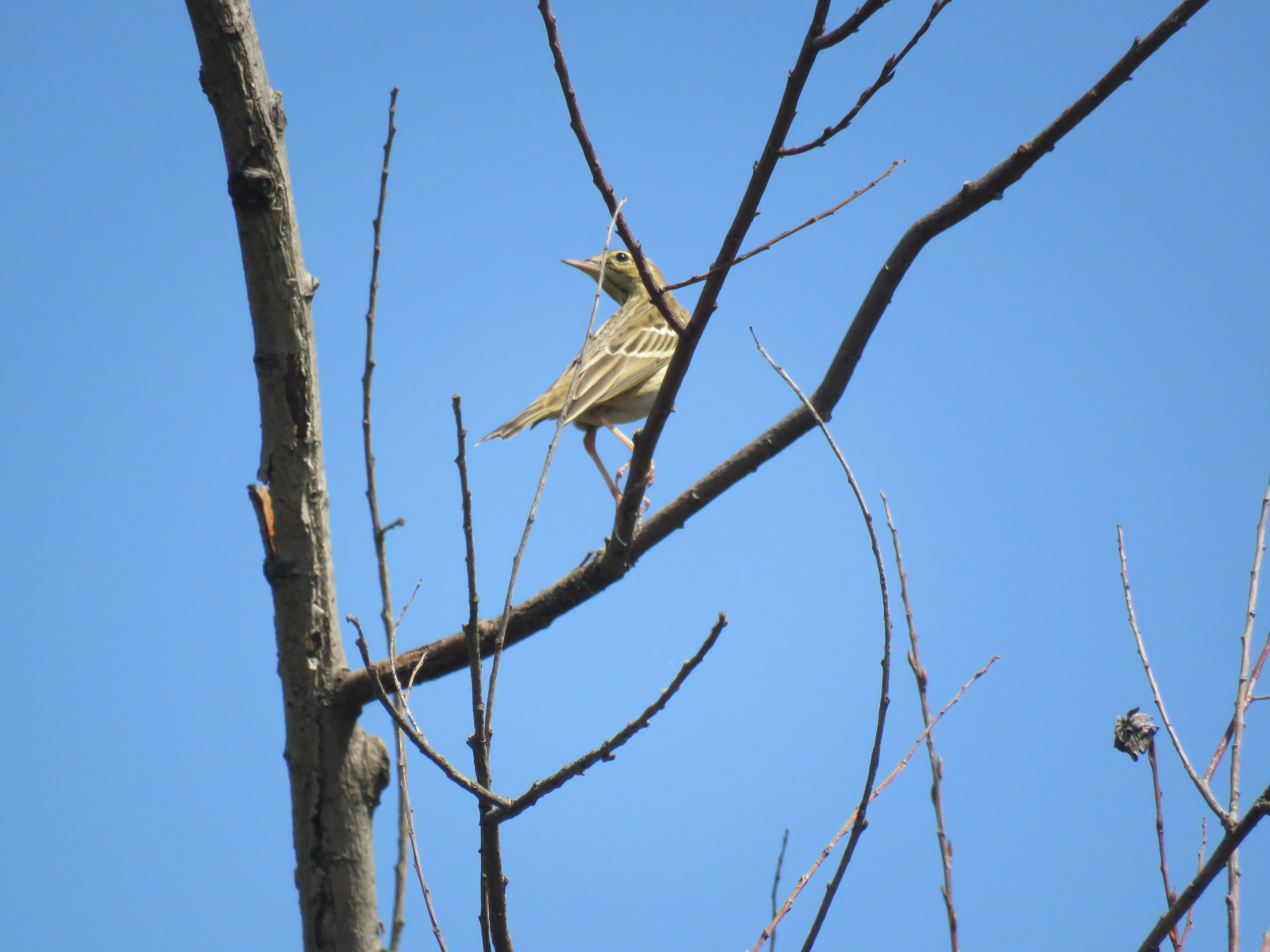
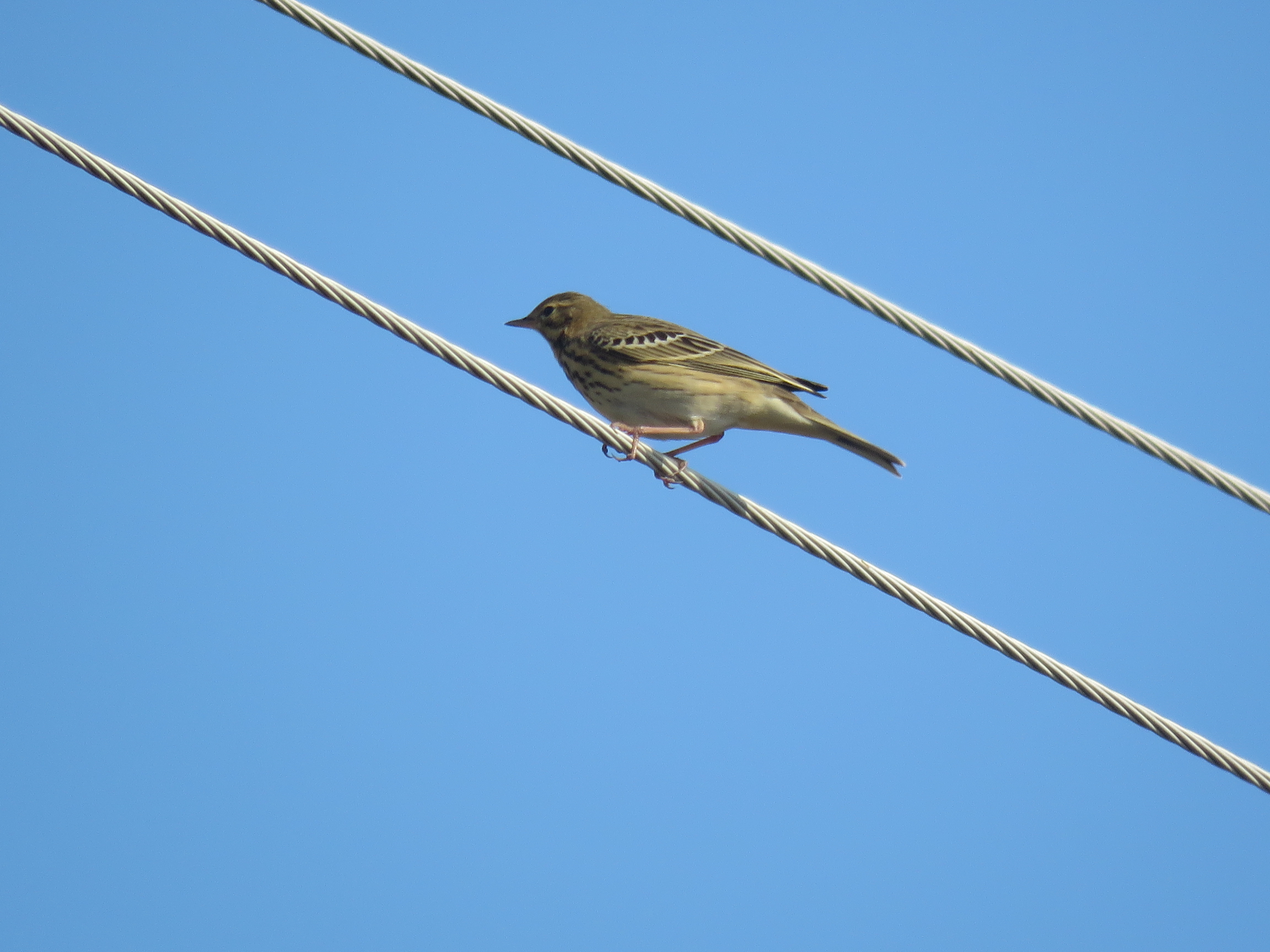
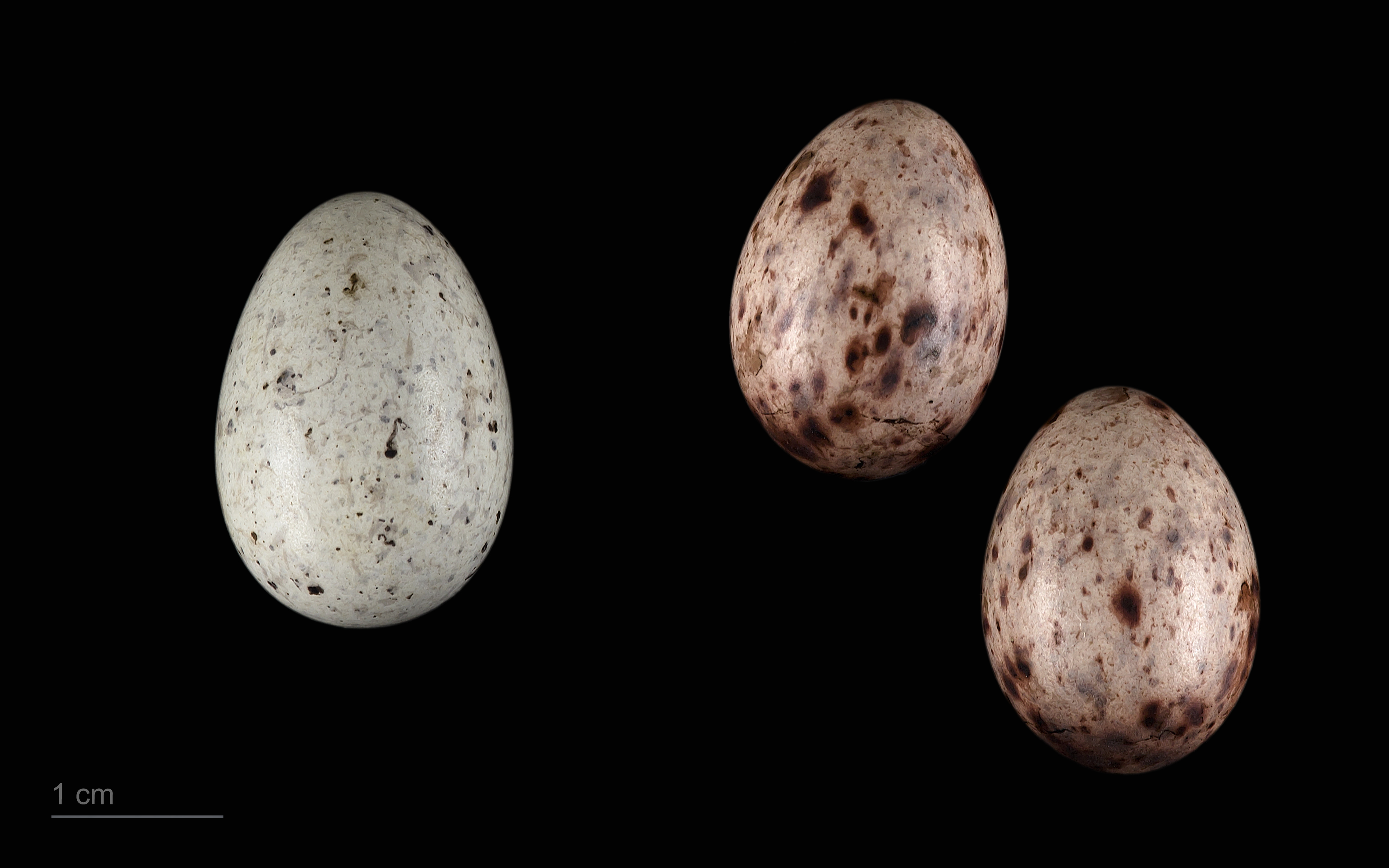
Cuculus canorus canorus într-un cuib de Anthus trivialis - Museum specimen
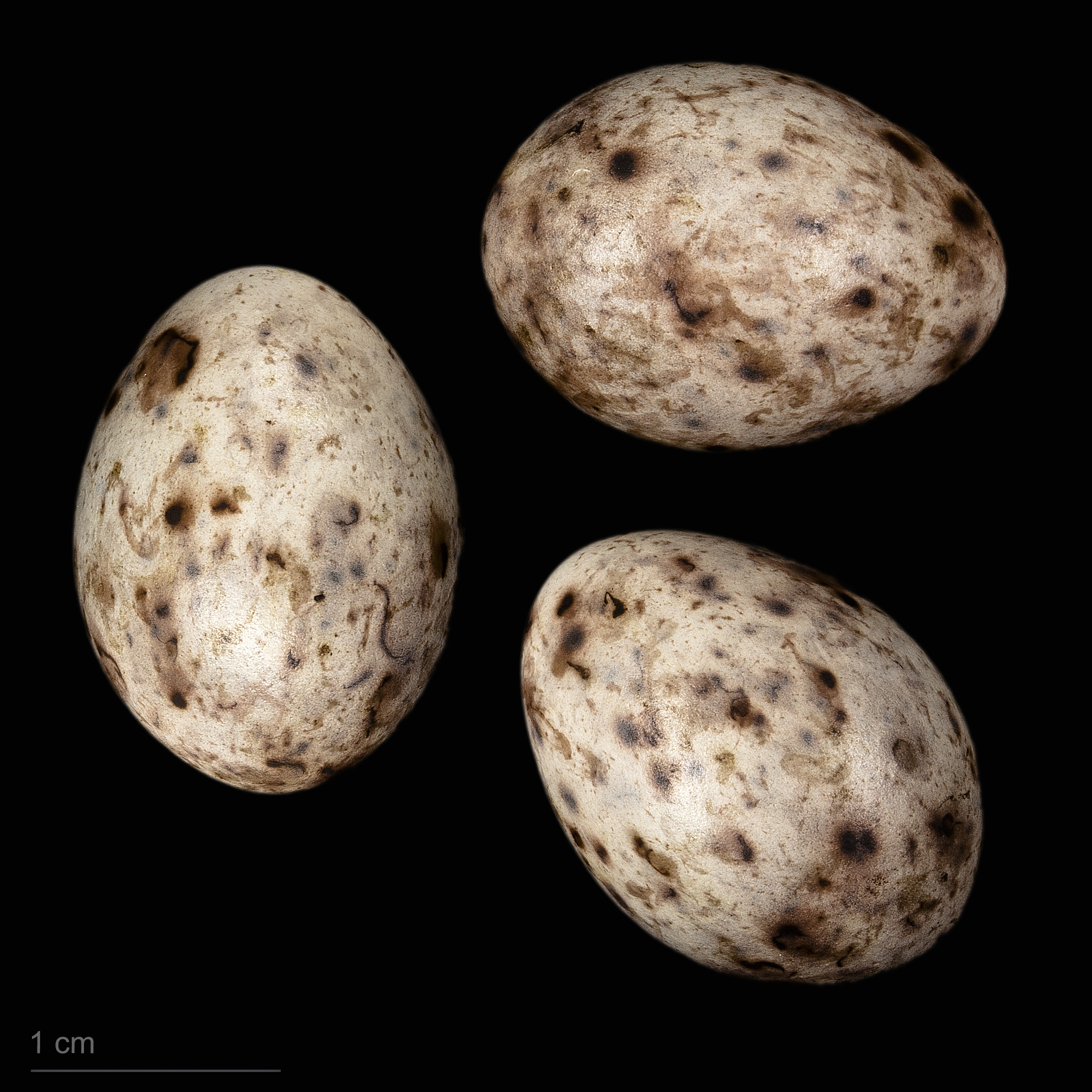
Anthus trivialis trivialis - MHNT